# Speelnatuur

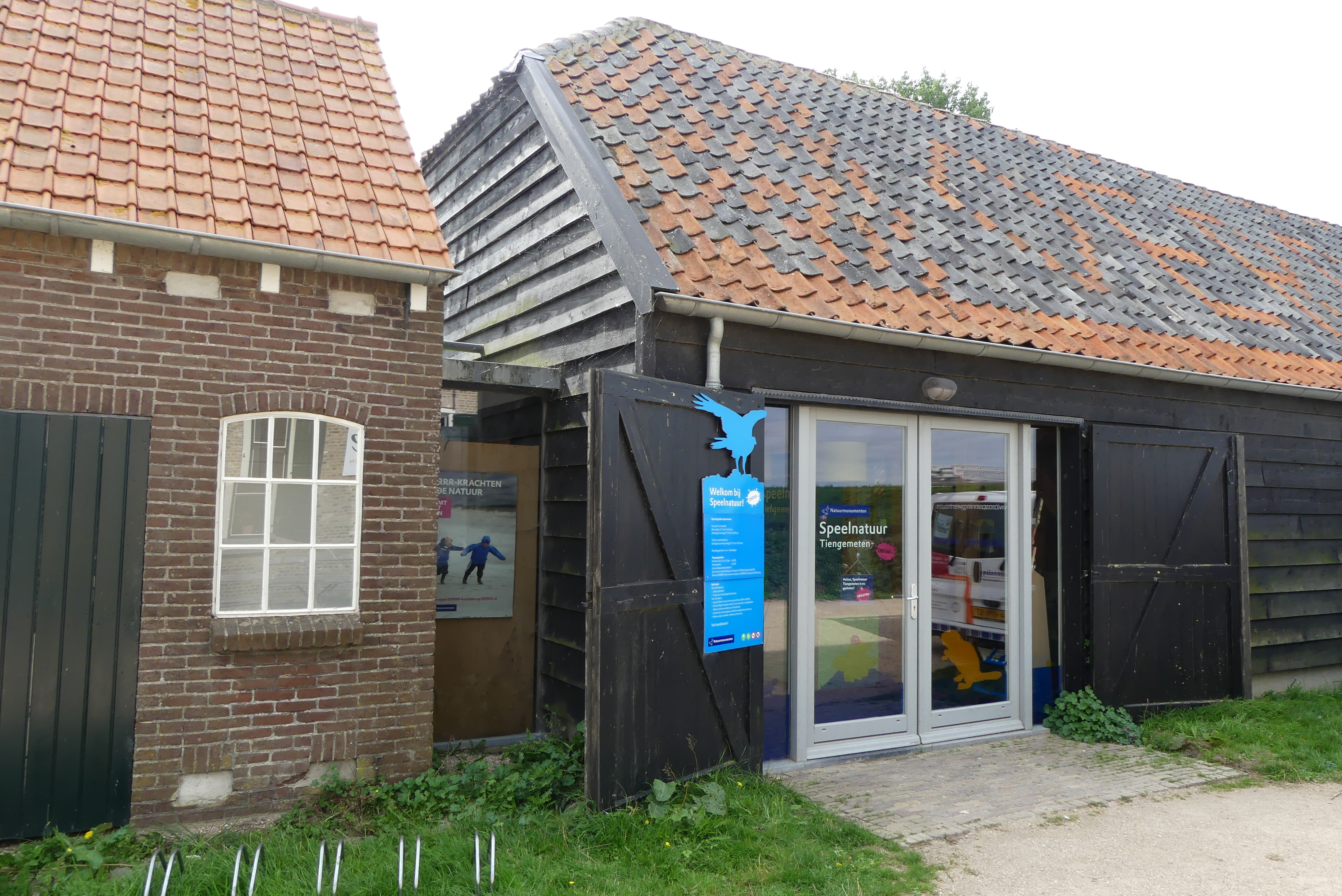
Speelnatuur Tiengemeten

Speelnatuur is een stuk natuur dat bedoeld is om in te spelen, te sporten, en als ontmoetingsplek. De omgeving combineert natuurlijke materialen met inheemse beplanting om kinderen uit te dagen, terwijl zij spelen.
Het doel van speelnatuur is de spelers te verbinden met de natuur om hierbij de ontwikkeling van de spelers op natuurlijke wijze te stimuleren.
De term 'speelnatuur' ontstond in 1990 en wordt onder meer door Staatsbosbeheer gebruikt. De plek onderscheidt zich van een natuurspeeltuin doordat er geen kunstmatige constructies in staan die bedoeld zijn om de kinderen tot bepaald spel te sturen. Wel kunnen in speelnatuur op kunstmatige wijze natuurlijke elementen toegevoegd zijn. Voorbeelden hiervan zijn eilandjes, liggende bomen, beekloop, poel, keien en open zanderige plekken.

## Speelbos

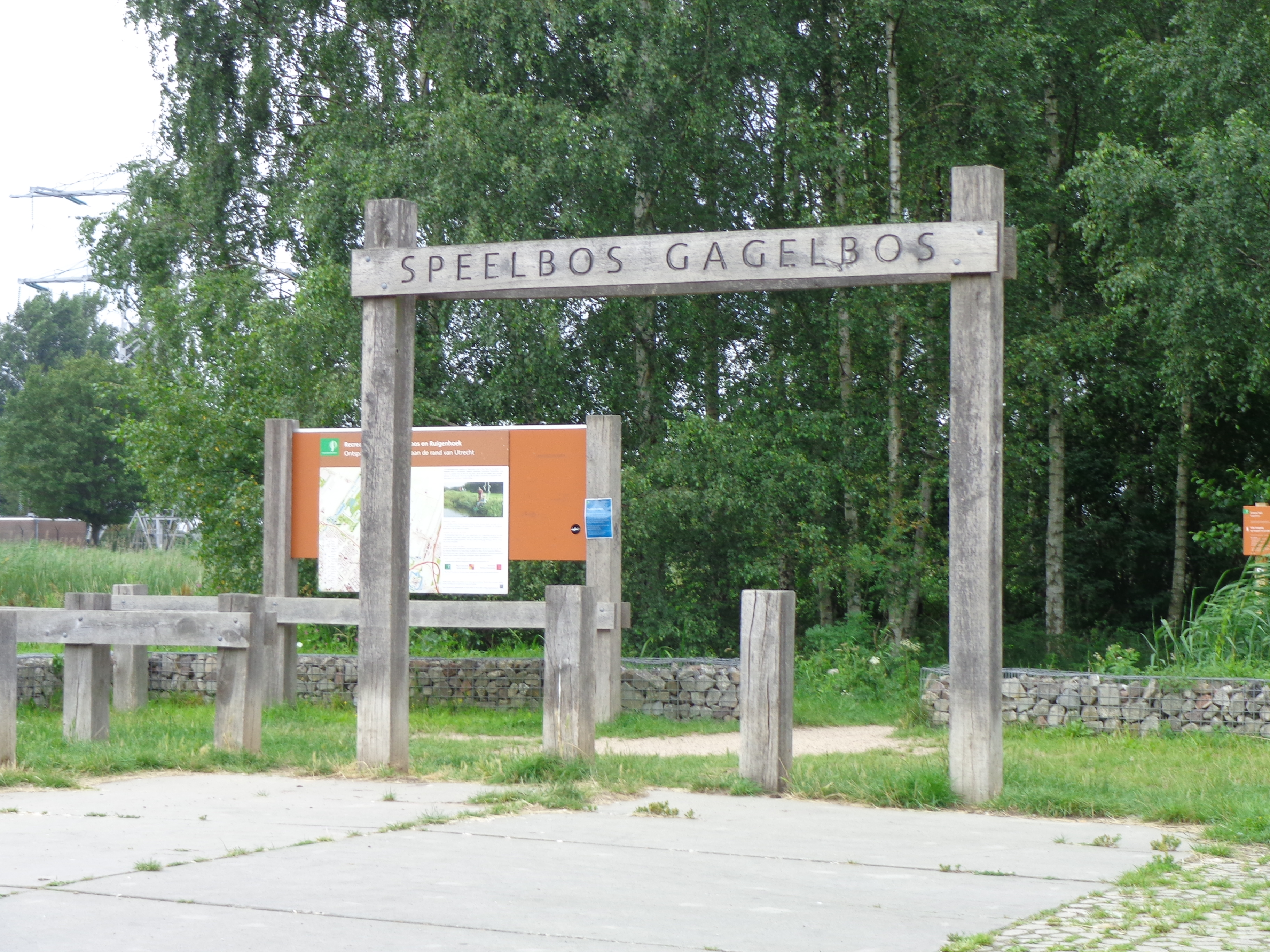
Speelbos Gagelbos

Een variant is het speelbos. een speelzone in een openbaar toegankelijk bos. Daar is het dus, in tegenstelling tot wat gangbaar is in andere bossen en natuurgebieden, niet verplicht om op de paden te blijven. Er mogen kampen gebouwd worden met takken, Veelal mag er gebruik gemaakt worden van meegebracht touw en ander speelmateriaal, zolang alles maar terug meegenomen wordt.
Zulke speelzones worden door beheerders van bosgebieden typisch afgebakend in een gedeelte met minder ecologische waarde, bijvoorbeeld een vroeger aangeplante monocultuur, of een deel van een gebied dat nieuw ingericht wordt voor natuur.
In een speelbos kunnen speelelementen aangebracht zijn, zoals een parcours met houten palen of boomstammen, maar dat hoeft niet. Mogelijke activiteiten zijn het bouwen van een kamp met takken en boomstammen, groepsspelen. verstoppertje...

### Vlaanderen

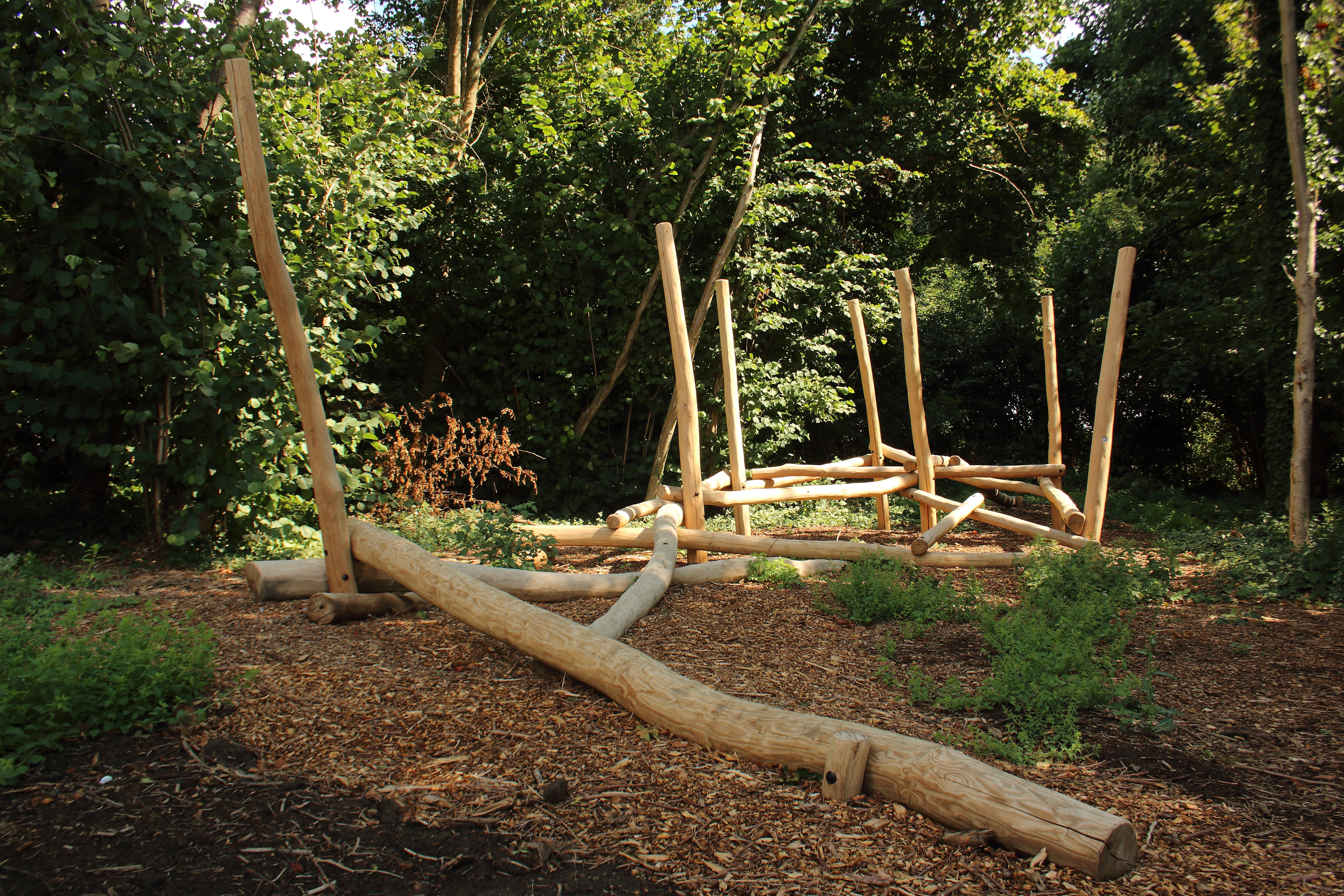
Speelbos drOOmbergen

In Vlaanderen is het streefdoel om per gemeente een speelzone te hebben in bos en natuur.
In 2016 waren er, naast de 663 permanente speelzones in bossen en natuur, ook 126 zomerspeelzones van het Agentschap voor Natuur en Bos. De speeloppervlakte in de natuur in de zomermaanden was daardoor 3.679 hectare.